# Delia flavitibiella
Delia flavitibiella este o specie de muște din genul Delia, familia Anthomyiidae, descrisă de Willi Hennig în anul 1974.
Este endemică în Turkey. Conform Catalogue of Life specia Delia flavitibiella nu are subspecii cunoscute.